# Juan Gil Preciado
Juan Gil Preciado (1909 - 1999) fue un maestro y político mexicano, miembro del Partido Revolucionario Institucional, fue gobernador de Jalisco y Secretaría de Agricultura y Ganadería en el gobierno de Gustavo Díaz Ordaz.
Juan Gil Preciado, maestro normalista, fue elegido  Gobernador de Jalisco y ocupó el cargo del 1 de marzo de 1959 al 30 de noviembre de 1964, fecha en el que solicitó licencia al cargo al ser nombrado titular de la Secretaría de Agricultura y Ganadería en el gobierno del presidente Gustavo Díaz Ordaz, permaneció en este cargo hasta el 5 de octubre de 1970. Durante su periodo al frente de la Secretaría de Agricultura, fue conocida sus diferencias políticas y personales con el presidente Díaz Ordáz, durante el conflicto estudiantil de 1968, y se le pretendió implicar como presunto promotor del mismo.